# Kanton Berre-l'Étang
Kanton Berre-l'Étang (fr. Canton de Berre-l'Étang) je francouzský kanton v departementu Bouches-du-Rhône v regionu Provence-Alpes-Côte d'Azur. Skládá se ze tří obcí.

## Obce kantonu
- Berre-l'Étang
- Rognac
- Saint-Chamas